# Jakob Balling
Jakob Leth Balling (født 11. februar 1928 i Aarhus, død 13. januar 2012) var en dansk kirkehistoriker.
Han var søn af bankdirektør Hans Leth Balling og hustru Karen, født Truelsen. Balling blev student fra Sorø Akademi 1945 og cand. theol. ved Københavns Universitet 1952. Han var elev af Hal Koch. 
Balling blev dr. theol. 1963 og året efter professor ved Aarhus Universitet. Han forlod professoratet som emeritus i 1998. Han var Ridder af 1. grad af Dannebrogordenen.
Blandt hans værker må nævnes Poeterne som kirkelærere (1983), der handler om digterne Dante og Milton, Kristendommen (1986) og Historisk kristendom (2003). Han udgav Kirken og Europa (2000).
Han var fætter til filminstruktøren Erik Balling. 